# Nina Kovacheva
Pour les articles homonymes, voir Kovacheva.
Nina Kovacheva, née le 19 décembre 1960 à Sofia, est une artiste installatrice, graveuse et dessinatrice bulgare.

## Biographie
Nina Kovacheva naît le 19 décembre 1960 à Sofia.
Elle termine ses études à l'Académie des beaux-arts de Sofia en 1985. En 1992, elle obtient une bourse Kultur Kontakt pour se rendre à Vienne, en Autriche. Elle vit à Paris à partir de 1994. Le travail de Nina Kovacheva se concentre sur les dessins, les gravures et l'art de l'installation.

## Sélection d'expositions individuelles
- 2020 'Paradise is temporarily closed, God', Kultum, Graz, Autriche
- 2019 H2O / 2H2O, 359 Gallery, Sofia, Bulgarie
- 2018 Sofia - Arsenal, Museum of Contemporary Art, Sofia, Bulgarie[2]
- 2018 0 for Black 1 for White, Sofia City Art Gallery, Sofia, Bulgarie
- 2017 National Gallery of Macedonia, Skopje, Macedonia[3]
- 2015 The Marriage of Heaven and Hell, MAMC, Musée d'Art moderne et contemporain de Saint-Étienne Métropole, France[4],[5]
- 2016 Gold and Niles, galerie Heike Curtze, Vienne, Autriche
- 2012 The Crying Game, Galerie Heike Curtze, Vienne, Autriche
- 2012 Physics and Metaphysics of the Dark Spot, Arosita Gallery, Sofia, Bulgarie
- 2010 Surplus Enjoyment, Museum of Contemporary Art Taipei, Taiwan
- 2008 Au-delà de ce qui est visible, MNAC National Museum of Contemorary Art, Bucharest, Romania[6]
- 2006 Play for Two Hands and Black, video installation on the facade of Academy of Fine Arts, Sofia, Bulgarie
- 2005 Phases of Accumulation and Extraction in a Limited Space, National Art Gallery, Sofia, Bulgarie